# 幼小中一貫教育
幼小中一貫教育（ようしょうちゅういっかんきょういく）とは、就学前教育（一般の幼稚園で行われている教育）と初等教育（一般の小学校で行われている教育）と前期中等教育（一般の中学校で行われている教育）の課程を調整し、無駄をはぶいて一貫性を持たせた体系的な教育方式のことである。これを行っている学校を幼小中一貫校という。

## 概要
無試験で上級学校に進学する学校を俗に「エスカレーター式」と呼ぶことがあるため、幼小中一貫校もこのように呼ばれることがある。
上記記載されている事とは別に、過疎地などでは幼稚園、小学校と中学校で校舎・敷地を共用する幼小中併設校（幼小中併置校）が存在する。このような形態の学校では一部の行事などを幼・小・中学校合同で実施することがある。